# Mariann Budde
Mariann Edgar Budde (n. 10 decembrie 1959, Summit, New Jersey, SUA) este un prelat⁠(d) american, membră a Bisericii Episcopale din Statele Unite. Este Episcop de Washington⁠(d) din noiembrie 2011, prima femeie aleasă în această funcție. Anterior, a slujit timp de 18 ani ca rector⁠(d) al bisericii episcopaliene „Sf. Ioan” din Minneapolis.

## Tinerețe
S-a născut la 10 decembrie 1959 în statul american New Jersey. Mama sa a imigrat din Suedia⁠(d) în tinerețe. Mariann și-a petrecut copilăria în New Jersey și Colorado. A făcut studiile de licență la Universitatea din Rochester⁠(d), obținând un BA (Bachelor of Arts⁠(d)) în istorie cu mențiunea magna cum laude. Ulterior, la Seminarul Teologic din Virginia⁠(d) a făcut masteratul (Master of Divinity⁠(d), în 1989) și doctoratul (Doctor of Ministry⁠(d), în 2008).

## Carieră
La vârsta de 24 de ani, Budde a fost acceptată în calitate de postulant⁠(d) în cadrul Bisericii Episcopale. A fost hirotonită ca diacon la 28 mai 1988 și ca preot la 4 martie 1989. Prima ei funcție după absolvirea seminarului a fost cea de preot (assistant priest) la Biserica Episcopală „Sfânta Treime”⁠(d) din Toledo, Ohio. În 1993, a devenit rector al Bisericii Episcopale „Sf. Ioan” din Minneapolis, Minnesota și a slujit timp de 18 ani în această funcție. În predicile sale a făcut cel mai frecvent referire la minunea înmulțirii pâinilor și peștilor.
La 18 iunie 2011 Budde a fost aleasă drept cel de-al nouălea episcop de Washington, la o convenție organizată la Catedrala Națională din Washington, înlocuindu-l pe episcopul John Bryson Chane⁠(d). A preluat funcția la data de 12 noiembrie a aceluiași an, devenind prima femeie-episcop de Washington. Consacrantul⁠(d) ei a fost Katharine Jefferts Schori, iar co-consacranții – Brian Prior⁠(d), Mark M. Beckwith⁠(d), John Bryson Chane și Mary Glasspool⁠(d). În calitate de episcop, ea conduce Eparhia Washington⁠(d), care cuprinde 86 de congregații episcopale și 10 școli episcopale în Districtul Columbia și în patru comitate din Maryland: Montgomery, Prince George's, Charles și St. Mary's. Este, de asemenea, director executiv al Fundației Catedralei Episcopale Protestante⁠(d) (Protestant Episcopal Cathedral Foundation). Prima predică a sa la Catedrala Națională din Washington în calitate de episcop, la care au participat 2.000 de persoane, a fost prima de după cutremurul care afectase clădirea cu câteva luni mai devreme⁠(d).
În iunie 2020, în contextul protestelor din Washington, DC cauzate de moartea lui George Floyd, Budde a criticat acțiunile poliției și a Gărzii Naționale⁠(d) de dispersare cu forța a protestatarilor din Piața Lafayette⁠(d) cu prilejul sesiunii foto⁠(d) a președintelui Donald Trump în fața Bisericii „Sf. Ioan”⁠(d), acuzându-l pe acesta că folosește biserica ca „fundal pentru un mesaj antitetic învățăturilor lui Isus”.
La 21 ianuarie 2025, a doua zi după cea de-a doua învestire a lui Trump⁠(d) în funcția de președinte, Budde a rostit omilia la slujba de rugăciune interconfesională ținută în mod tradițional la Catedrala Națională după fiecare inaugurare prezidențială⁠(d). Pe lângă Trump, au fost prezenți și noul vicepreședinte J.D. Vance, președintele Camerei Reprezentanților Mike Johnson⁠(d) și candidatul la funcția de secretar al apărării Pete Hegseth⁠(d). În predică, Budde s-a adresat lui Trump, care ședea în prima strană, îndemnându-l să manifeste milă și compasiune față de persoanele vulnerabile: „Milioane de oameni și-au pus speranțele în Dumneavoastră. Și așa cum ați spus ieri națiunii, ați simțit Mâna providențială a unui Dumnezeu iubitor. În numele Dumnezeului nostru, vă rog să aveți milă de oamenii din țara noastră care sunt speriați.” Budde a făcut referire în mod special la comunitățile LGBTQ+⁠(d), imigranții⁠(d) și refugiații care fug de războiul care le răvășește locurile natale. Declarațiile ei au fost salutate de activista Bernice King⁠(d), biograful Papei Francisc Austen Ivereigh⁠(d) și alte persoane publice.
Trump a reacționat ulterior pe site-ul de socializare Truth Social⁠(d), numind-o pe Budde un „așa-zis episcop” și „«hater»⁠(d) înflăcărat al lui Trump de stânga radicală”. A mai adăugat că predica a fost „foarte plictisitoare” și a îndemnat-o să-și ceară scuze. Aliații lui Trump de asemenea au atacat-o pe Budde: pastorul Robert Jeffress⁠(d) a opinat că episcopul „mai degrabă l-a insultat decât l-a încurajat pe marele nostru președinte”, iar membrul republican al Congresului Mike Collins⁠(d) a spus că Budde (de altfel cetățeană americană) „ar trebui adăugată la lista de deportări”.

## Recunoaștere și onoruri
Budde a fost distinsă în 2012 cu diploma onorifică „Doctor of Divinity⁠(d)” de către Seminarul Teologic din Virginia⁠(d).

## Viață personală
Budde este căsătorită. Are doi fii cu soțul ei Paul.

## Operă
- Gathering Up The Fragments: Preaching as Spiritual Practice. Lima, Ohio: CSS Pub. Co., Inc. 2009. ISBN 978-0-7880-2605-8.[6][31]
- Receiving Jesus: The Way of Love. New York: Church Publishing. 2019. ISBN 978-1-64065-240-8.[6] Prefață de Michael Curry⁠(d)[32]
- How We Learn to Be Brave: Decisive Moments in Life and Faith. New York: Penguin. 2023. ISBN 978-0-593-53921-7.[6]